# 萌えスロ
萌えスロ（もえスロ）とはパチスロ機の中でも、特に液晶画面での演出において「萌え」に重点を置いた機種の俗称である。パチスロ機の中でも5号機に多く見受けられる。

## 概要
萌えスロの原型は1999年ごろから存在した。『温泉天国』（テクノコーシン）や『マジカルポップス』（山佐）のようなオリジナルの萌えキャラを用いたパチスロは存在したが液晶画面もなく、せいぜいパネルに萌えキャラが描かれているくらいであり、販売台数も少なくホールの主流とはならなかった。
2000年代に入り多くのパチスロ機において液晶画面が搭載されるようになったことから、パチスロのゲーム性の1つとして出玉性能やいわゆる「出目」、リール制御などの従来から存在する要素に加え新たに液晶画面における演出が重要な役割を帯びるようになった。
しかし4号機の時代は、「萌え」は液晶画面に表示されるさまざまな演出の中の一要素に過ぎなかった。一部マニアの間では『スーパーブラックジャック』『リオデカーニバル』（いずれもネット）に登場するリオや『押忍!番長』（大都技研）の操などに高い人気が集まるなどの現象も見られたものの、メーカー自身が「萌え」をメインに据えた機種やキャラクターを開発するケースはほとんど見られなかった。
ところが5号機の時代に入った2005年以降、出玉性能などの面で従来に比べ大きな法的規制が加わったことから、パチスロメーカーは新機種において液晶画面での演出により重きを置かざるを得なくなった。そのため、5号機ではアニメや芸能人とのタイアップ機が数多く登場することになったが、その中でも「萌え」的要素が強い『サクラ大戦』（エレコ・アルゼ）、『ナースウィッチ小麦ちゃんマジカルて』（JPS）といったタイアップ機種が比較的高い人気を集めたことから、2006年後半以降にパチスロメーカーが「萌え」を演出のメインに据えた機種を数多く開発するようになった。
そのため、（萌えスロを含む）近年のパチンコ・パチスロは大半が漫画・アニメなどから起用したタイアップ機で占められており、機種の人気に関してはタイアップ元（著作権者）の恩恵を受けている面が強い。ただし、一方で『マジカルハロウィンシリーズ』（KPE）や『ツインエンジェルシリーズ』（サミー）のように、メーカーオリジナルのキャラクターを起用して人気を集めるケースも存在している。

## 主な機種
同じキャラや世界観が登場するものは同一項目にまとめる。

### 4号機以前
- SNKプレイモア
  - ドラゴンギャル
- SANKYO
  - ボンバーパワフルシリーズ
- ネット
  - スーパーブラックジャック・リオデカーニバル
  - 十字架
- 平和
  - 麻雀物語2
- ユニバーサルエンターテインメントグループ
  - 爆釣／イレグイ（メーシー）

### 5号機
- SNKプレイモア
  - 超お父さんシリーズ
  - 球児シリーズ
  - サムライスピリッツ外伝 チャムチャム
  - シスタークエストシリーズ
  - スカイラブシリーズ
- アイジーティージャパン
  - 逮捕しちゃうぞ
  - 幻獣覇王
  - シークレットプリンセス
- アリストクラート
  - 絶対衝激 〜PLATONIC HEART〜シリーズ
  - 皆伝丸 朝姫奪還編
- イレブン／JIN
  - 夜勤病棟シリーズ
  - 幕末メイドルナイト
- オーイズミ
  - 名門!夢色学園生徒会
  - ひぐらしのなく頃に祭
- 岡崎産業
  - ラブゲッCHU 〜ミラクル声優白書〜
  - 舞-HiME
- オリンピア
  - めぞん一刻シリーズ
  - ウイングマン
  - キュインぱちすろ南国育ち 1st vacation
  - 麻雀物語シリーズ
- 北電子
  - デュアルストーリー
  - ケータイ少女
- KPE
  - ランブルローズシリーズ
  - 女ねずみただいま参上!
  - マジカルハロウィンシリーズ
  - プリティ戦記
  - ときめきメモリアル
  - スパイガールシリーズ
  - 戦国コレクションシリーズ
  - G1優駿倶楽部
  - スカイガールズシリーズ
  - 防空少女ラブキューレ
- コルモ
  - つばさTAKE OFF
  - 天空のシンフォニアシリーズ
- 三洋物産
  - スーパー海物語シリーズ
- サミー
  - 快盗天使ツインエンジェルシリーズ
  - サクラ大戦3 〜巴里は燃えているか〜シリーズ
  - アイドルマスター LIVE in SLOT!
- SANKYO
  - ボンバーパワフル／夢夢ワールドシリーズ
  - 創聖のアクエリオンシリーズ
  - マクロスシリーズ
- スパイキー
  - 月面兎兵器ミーナ
- JPS
  - ナースウィッチ小麦ちゃんマジカルて
  - クイーンズブレイド〜流浪の戦士〜
- 大都技研
  - 押忍!操
- タイヨー
  - 一騎当千シリーズ
  - Piaキャロットへようこそ!!G.O.
- タイヨーエレック
  - パチスロ機動新撰組 萌えよ剣
  - ToHeart2
- トリビー
  - がんばれ満月姫!
  - スーパーマジカルセブン
  - 残機尽きるまで私は戦う
- ニューギン
  - バトルアスリーテス大運動会
  - 真田純勇士シリーズ
- ネット
  - リオパラダイスシリーズ
  - ドリスタ〜ミントのヒロイン救出大作戦シリーズ
  - もえろ!ハーレムエースシリーズ
  - ドキッと!ビキニパイシリーズ
  - 茉莉花の剣
  - ココナナ
  - シンデレラブレイドシリーズ
  - 十字架II
  - スナイパイ72
- ビーム
  - クラッピーパーク
- ビスティ
  - 新世紀エヴァンゲリオンシリーズ
- 平和
  - トップをねらえ2!
- ユニバーサルエンターテインメントグループ
  - サクラ大戦（エレコ）
  - スーパーリアル麻雀（メーシー）
  - モエるまりんバトる（エレコ）
  - 出番だ!葉月ちゃん（エレコ）
- ロデオ
  - 超重神グラヴィオン